# Giovanni Fiorentino
Giovanni Fiorentino (fl. XIV secolo) è stato uno scrittore italiano del secolo XIV autore di una raccolta di novelle che va sotto il nome di Il Pecorone.

## Biografia
Si presume che ser Giovanni Fiorentino, attribuzione comunque molto discussa, fosse originario della città di Firenze e, secondo quanto si apprende dal proemio del Pecorone, nel 1378 sarebbe stato inviato in esilio per motivi politici nel paese di Dovadola nell'appennino forlivese.
Pasquale Stoppelli ha proposto di identificare l'autore del Pecorone in un non meglio identificato Giovanni da Firenze, giullare attivo presso la corte degli Angiò di Napoli e conosciuto con il soprannome di "Malizia Barattone".
Ser Giovanni è l'autore di una raccolta di cinquanta novelle, narrate in venticinque giornate che terminano ognuna con una ballata, che va sotto il titolo di "Il Pecorone" le cui fonti sono chiaramente desunte da autori come Apuleio, Boccaccio e dalla Nuova Cronica di Giovanni Villani.
Le novelle vengono narrate da Aurecto che è l'anagramma di Auctore, e dalla monaca Saturnina che è la sua amata. Il titolo si deve ad un sonetto, del quale è incerta l'autenticità, che fa da accompagnamento all'opera.
La trama di una di queste novelle, quella di Giannetto, venne ripresa da Shakespeare, che aveva avuto modo di leggerla attraverso la traduzione di William Painter e che ne fece materia nel suo "Mercante di Venezia".
L'editio princeps a stampa apparve a Firenze nel 1558 per i tipi di Lodovico Domenichi. Il Pecorone si legge oggi nell'edizione curata da Enzo Esposito; non esiste ancora, tuttavia, una vera edizione critica dell'opera.